# Vytěgra (řeka)
Vytěgra (rusky Вытегра) je řeka ve Vologdské oblasti v Rusku. Její název pochází z ugrofinského jazyka a znamená "jezerní řeka". Je dlouhá 64 km. Povodí řeky je 1670 km².

## Průběh toku
Odtéká z Matkozera. Teče v široké sníženině mezi Andomskou a Megorskou vysočinou. Ústí do Oněžského jezera. Od jejího ústí k výtoku řeky Svir byl v 19. století vybudován Oněžský obchvatový kanál.
Na řece leží město Vytěgra.

## Vodní režim
Průměrné měsíční průtoky vody se pohybují od 11 do 23 m³/s. Kolísání průtoku je způsobeno lodní dopravou, která určuje míru vlivu povodí Volhy. Do řeky se také vypouští voda z Kovžského jezera.

## Využití
Řeka je regulována mnoha zdymadly a je důležitou součástí Volžsko-baltské vodní cesty.